# Романовська Олександра Олегівна
Олександра Олегівна Романовська (нар.. 22 серпня 1996, Мінськ, Білорусь) — білоруська фристайлістка, що спеціалізується на акробатиці, учасниця Олімпійських ігор 2018 року, чемпіонка світу 2019 року, дворазова чемпіонка зимової Універсіади 2019 року, багаторазова призерка етапів Кубка світу.

## Кар'єра
Олександра Бєляєва народилася в 1996 році в місті Мінськ.
На Олімпіаді в Кореї в 2018 році Романовська посіла 14-е місце.
У 2019 році виграла титул чемпіонки світу в акробатичних стрибках на першості планети в Юті (США).
На зимовій Універсіаді 2019 року в Красноярську Олександра Бєляєва здобула перемогу.

### Перемоги на етапах Кубка світу (2)
Станом на 28 січня 2017 року
| № | Сезон                                         | Дата          | Місце проведення | Дисципліна     |
| - | --------------------------------------------- | ------------- | ---------------- | -------------- |
| 1 | Кубок світу з фристайлу 2014/2015             | 31 січня 2015 | Лейк-Плесід      | Акробатика     |
| 2 | Чемпіонат світу з фристайлу та сноуборду 2019 | 7 лют 2019    | Дір-Веллі        | Акробатика (2) |

## Громадянська позиція
Після початку протестів у Білорусі в 2020 році Олександра Романовська активно висловила свою громадянську позицію, підписала лист спортсменів з вимогою припинити насильство та провести повторні президентські вибори та вступила до Вільної асоціації спортсменів Білорусі. Брала участь у записі відеозапитів до спортивних службовців проти тиску на спортсменів за їх громадянську позицію. 6 жовтня 2020 року на засіданні фристайлістов головному тренеру національної збірної Миколаю Казеку повідомили, що чемпіонку «звільнили за прогул».
У листопаді 2020 року Романовська виставила на аукціон золоту медаль Універсіади-2019 у Красноярську за 900 доларів і продала її в результаті торгів за 15 000 доларів. Гроші, отримані за медаль, надійшли в Білоруський фонд спортивної солідарності на підтримку спортсменів постраждалий від режиму режиму Лукашенка.
У листопаді 2021 року Романівську затримали після тренування та оштрафували.